# Dearest
«Dearest» es el sencillo n.º 24 de la cantante japonesa Ayumi Hamasaki, lanzado al mercado el día 27 de septiembre del año 2001 bajo el sello avex trax.

## Detalles
Este es uno de los únicos temas de Ayumi Hamasaki que han formado parte de la banda sonora de una serie de anime. La canción "Dearest" fue utilizada como uno de los endings de la serie Inuyasha, y también fue incluida en varias compilaciones de esta serie.
El sencillo fue un gran éxito, entrando al primer lugar de las listas de Oricon y también valiéndole a Ayumi participar en el Kōhaku Uta Gassen del año 2001 con este tema. También le valió un Japan Record Award por la mejor canción de ese año.
Dos videos musicales fueron hechos de esta canción, uno de la versión original y otro de la versión acústica. Ambos videos fueron incluidos en la compilación en DVD "COMPLETE CLIP BOX A". Ambas versiones también están presentes en este sencillo, pero una versión mejorada de "Dearest" acústico también fue incluida en el sencillo de "No way to say", lanzado en el 2003.
El sencillo también incluye remixes de "NEVER EVER", "Endless sorrow" y "M" creados por reconocidos DJs House occidentales, como son Jonathan Peters, Hex Hector y Johnny Vicious.

## Canciones
1. «Dearest» "Original Mix"
2. «Dearest» "Depth Nostalgic windmix"
3. «NEVER EVER» "Jonathan Peters Radio Mix"
4. «Dearest» "Energized MIX"
5. «Dearest» "Huge '20011002' mix"
6. «Endless sorrow» "Hex Hector Main Radio Mix"
7. «Dearest» "Laugh & Peace Mix"
8. «Dearest» "Fresh energy Mix"
9. «M» "Johnny Vicious RADIO VOX"
10. «Dearest» "Original Mix -Instrumental-"
11. «Dearest» "Acoustic Piano Version"

- Datos: Q427435